# Helsa
Helsa ist eine Gemeinde im nordhessischen Landkreis Kassel.

## Geographie

### Lage
Die Gemeinde Helsa liegt mit ihrem Kernort etwa 15 km (Luftlinie) südöstlich der Kasseler Innenstadt im Geo-Naturpark Frau-Holle-Land (Werratal.Meißner.Kaufunger Wald). Eingebettet zwischen den bis 643,4 m ü. NN hohen Bergen von Kaufunger Wald im Osten und Söhre im Westen befindet es sich an der Einmündung des Bachs Wedemann in die Losse.

### Nachbargemeinden
Helsa grenzt im Norden an das gemeindefreie Gebiet Gutsbezirk Kaufunger Wald, im Osten an die Stadt Großalmerode, im Süden an die Stadt Hessisch Lichtenau (alle drei im Werra-Meißner-Kreis) sowie im Westen an die Gemeinden Söhrewald und Kaufungen (beide im Landkreis Kassel).

### Gliederung
Die Gemeinde Helsa besteht aus den Ortsteilen Eschenstruth (nebst Siedlung Waldhof), Helsa, St. Ottilien und Wickenrode.

## Geschichte
Der Kernort Helsa entstand vermutlich mit der Gründung des Klosters Kaufungen im Jahr 1017 durch Kaiserin Kunigunde. Im Jahre 1058 wurde „Helsen“ erstmals urkundlich erwähnt. Im Jahre 1432 wurde zum ersten Mal ein Pfarrer genannt. Landgraf Karl siedelte 1699 in einer eigenen Kolonie 55 Hugenotten an. Zum Kloster Kaufungen ergaben sich in der Zeit enge Beziehungen, da das Kloster die niedere Gerichtsbarkeit im Ort besaß und die Gemeindevorsteher (die sogenannten Stiftsgreben) ernannte.
Gemeindebildung
Am 1. Dezember 1970 fusionierten im Zuge der Gebietsreform in Hessen die Gemeinden Helsa und Wickenrode freiwillig zur Gemeinde Helsa-Wickenrode. Mit dem Zusammenschluss wechselte Wickenrode vom Landkreis Witzenhausen in den Landkreis Kassel. Diese wurde zum 1. August 1972 mit Eschenstruth und St. Ottilien kraft Landesgesetz zur heutigen Gemeinde Helsa zusammengeschlossen.

## Politik

### Gemeindevertretung
Die Kommunalwahl am 14. März 2021 lieferte folgendes Ergebnis, in Vergleich gesetzt zu früheren Kommunalwahlen:
| Gemeindevertretung – Kommunalwahlen 2021 | Gemeindevertretung – Kommunalwahlen 2021                              |
| --- | --------------------------------------------------------------------- |
| Stimmenanteil in %Wahlbeteiligung 47,6 % 6050403020100 44,7 (−8,3)37,1 (+3,1)14,5 (+1,5)3,7 (n. k.) SPDCDUGLHcDmHd20162021Anmerkungen:c Grüne Liste Helsad Die mit Herz | SitzverteilungInsgesamt 23 Sitze - SPD: 10 - GLH: 3 - DmH: 1 - CDU: 9 |

| Parteien und Wählergemeinschaften | Parteien und Wählergemeinschaften           | % 2021 | Sitze 2021 | % 2016 | Sitze 2016 | % 2011 | Sitze 2011 | % 2006 | Sitze 2006 | % 2001 | Sitze 2001 |
| SPD                               | Sozialdemokratische Partei Deutschlands     | 44,7   | 10         | 53,0   | 13         | 55,3   | 14         | 56,3   | 17         | 62,9   | 20         |
| CDU                               | Christlich Demokratische Union Deutschlands | 37,1   | 9          | 34,0   | 9          | 29,0   | 7          | 34,0   | 11         | 30,4   | 9          |
| GLH                               | Grüne Liste Helsa                           | 14,5   | 3          | 13,0   | 3          | 15,7   | 4          | 9,6    | 3          | 6,7    | 2          |
| DmH                               | Die mit Herz                                | 3,7    | 1          | –      | –          | –      | –          | –      | –          | –      | –          |
| Gesamt                            | Gesamt                                      | 100,0  | 23         | 100,0  | 25         | 100,0  | 25         | 100,0  | 31         | 100,0  | 31         |
| Wahlbeteiligung in %              | Wahlbeteiligung in %                        | 47,6   | 47,6       | 48,9   | 48,9       | 45,8   | 45,8       | 44,9   | 44,9       | 51,3   | 51,3       |

### Bürgermeister
Nach der hessischen Kommunalverfassung wird der Bürgermeister für eine sechsjährige Amtszeit gewählt, seit dem Jahr 1993 in einer Direktwahl, und ist Vorsitzender des Gemeindevorstands, dem in der Gemeinde Helsa neben dem Bürgermeister ehrenamtlich ein Erster Beigeordneter und sieben weitere Beigeordnete angehören. Bürgermeister ist seit dem 1. Februar 2021 Andreas Schönemann (SPD). Die Amtszeit seines Amtsvorgängers Tilo Küthe (SPD), der nach drei Amtszeiten nicht mehr kandidiert hatte, verlängerte sich bis Ende Januar 2021 um drei Monate, weil in Hessen die Direktwahlen pandemiebedingt verschobenen worden waren. Andreas Schönemann wurde am 22. November 2020 in einer Stichwahl bei 54,28 Prozent Wahlbeteiligung mit 52,08 Prozent der Stimmen gewählt.
Amtszeiten der Bürgermeister
- 2021–2027 Andreas Schönemann (SPD)
- 2002–2021 Tilo Küthe (SPD)[12]
- 1991–2002 Uwe Schmidt (SPD)

### Gemeindepartnerschaften
Die Gemeinde Helsa pflegt folgende Gemeindepartnerschaften:
- Trèbes, Frankreich
- Krimpen aan de Lek, Niederlande

### Wappen
| Wappen von Helsa | Blasonierung: „Vor einer verbreiterten linken blauen Flanke, darin eine halbe ausgerissene silberne Esche am Spalt, vorne in Rot über einem silbernen Glasbläserzeichen (ein oben in eine liegende 8 mündendes Kreuz), belegt mit einem blauen Hahn.“ |
| Wappen von Helsa | Wappenbegründung: Jeder Ortsteil der Gemeinde ist durch ein Symbol repräsentiert. So steht die Esche für Eschenstruth; die Kirchenglocke repräsentiert Helsa, in Anlehnung an einen Streit um diese im 17. Jahrhundert; der gallische Hahn ist das Zeichen der hugenottischen Siedler, die sich in St. Ottilien niederließen; das Glasmacherzeichen ist das Symbol der Glasmacher aus Wickenrode. Das Wappen wurde von dem Bad Nauheimer Heraldiker Heinz Ritt gestaltet und am 28. Juni 1977 durch das Hessische Ministerium des Innern genehmigt. |

### Flagge
Die Flagge wurde der Gemeinde am 30. Juni 1982 durch das Hessische Ministerium des Innern genehmigt und wird wie folgt beschrieben:
„Die Flagge der Gemeinde Helsa zeigt auf der von Rot, Weiß und Blau im Verhältnis von etwa 1:3:1 längsgeteilten Flaggenbahn in der oberen Hälfte der weißen Mittelbahn das Wappen der Gemeinde.“

## Sehenswürdigkeiten

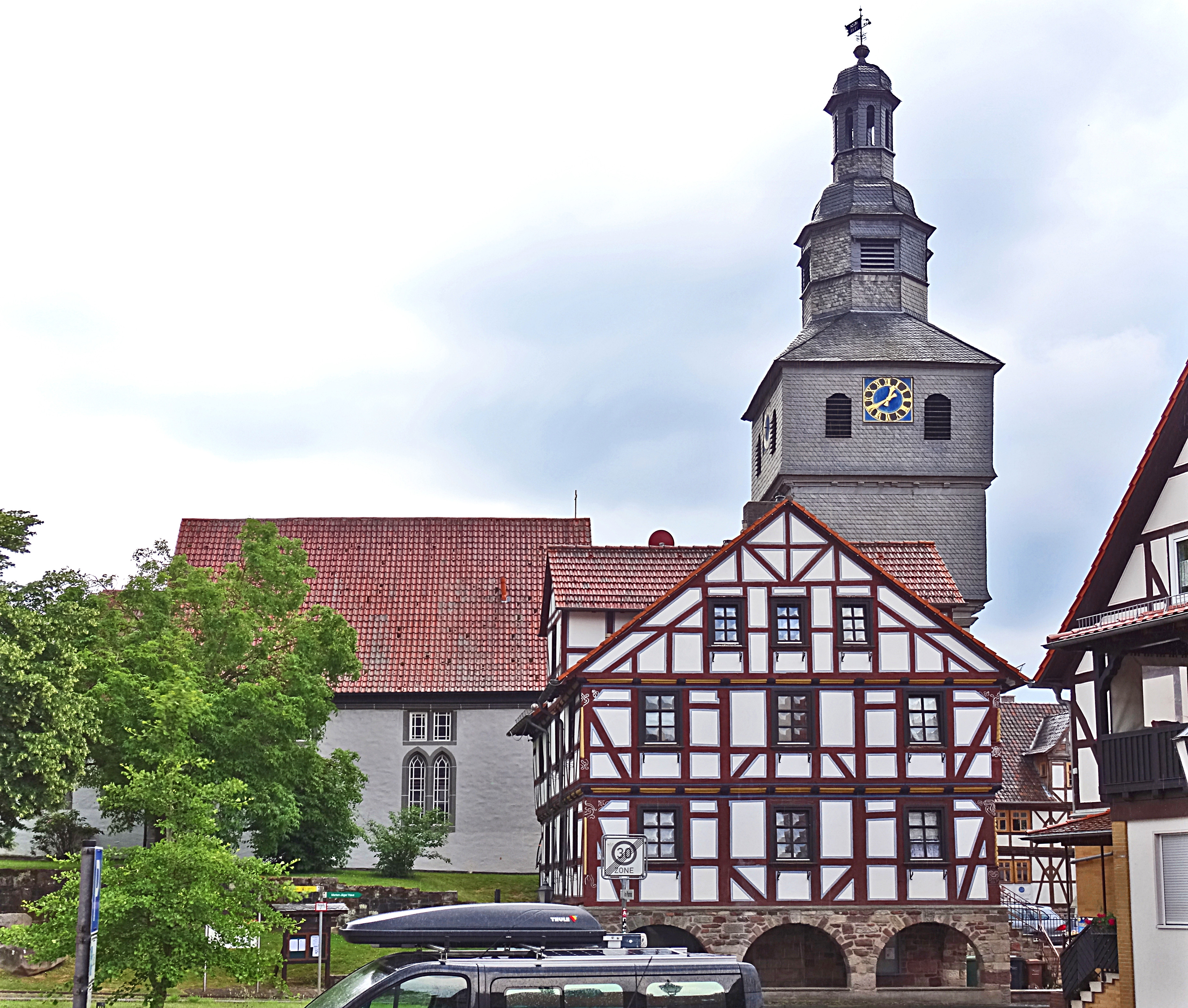
Nikolaikirche und ehemalige Gemeinde Schenke
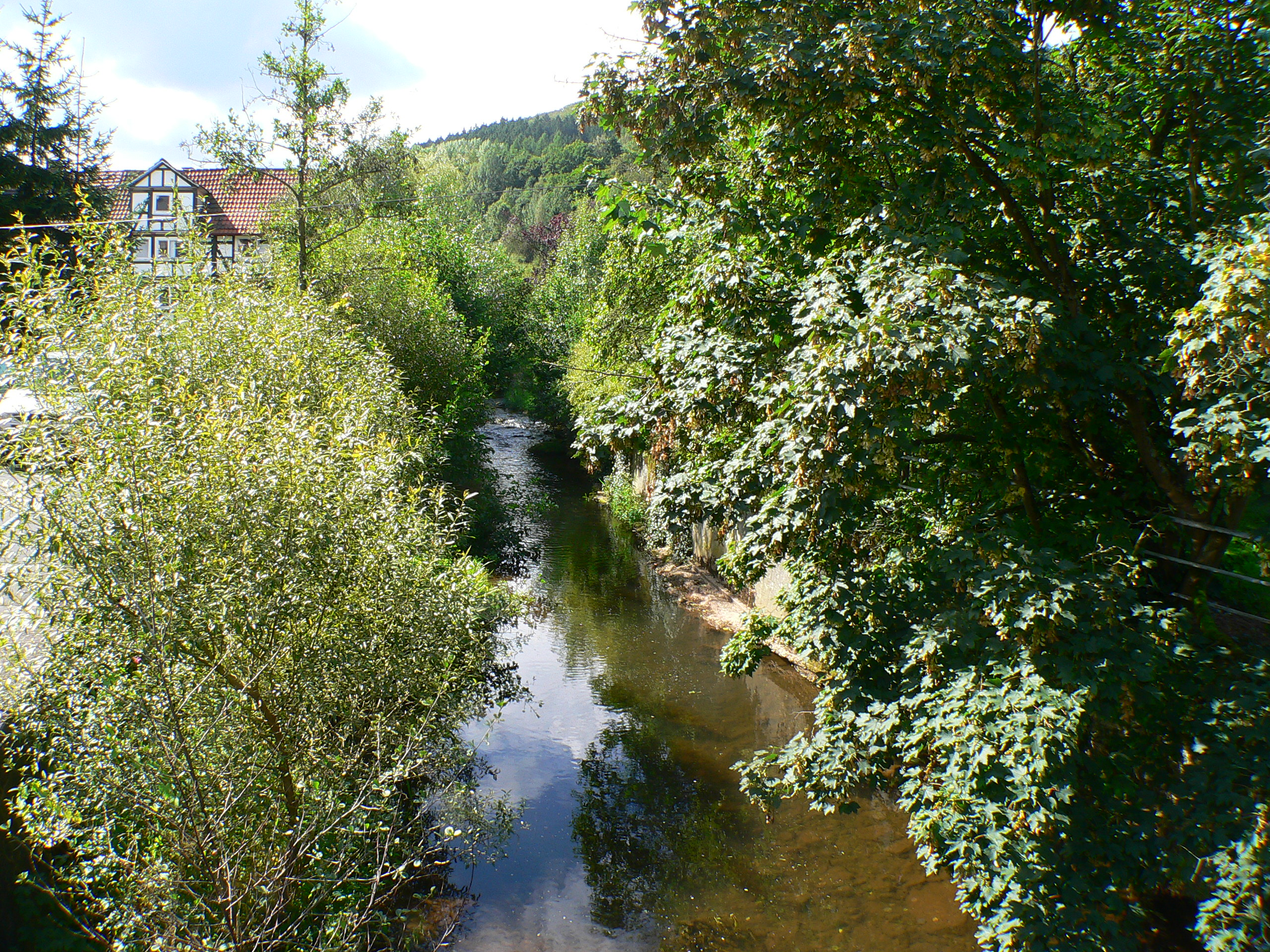
Die Losse in Helsa
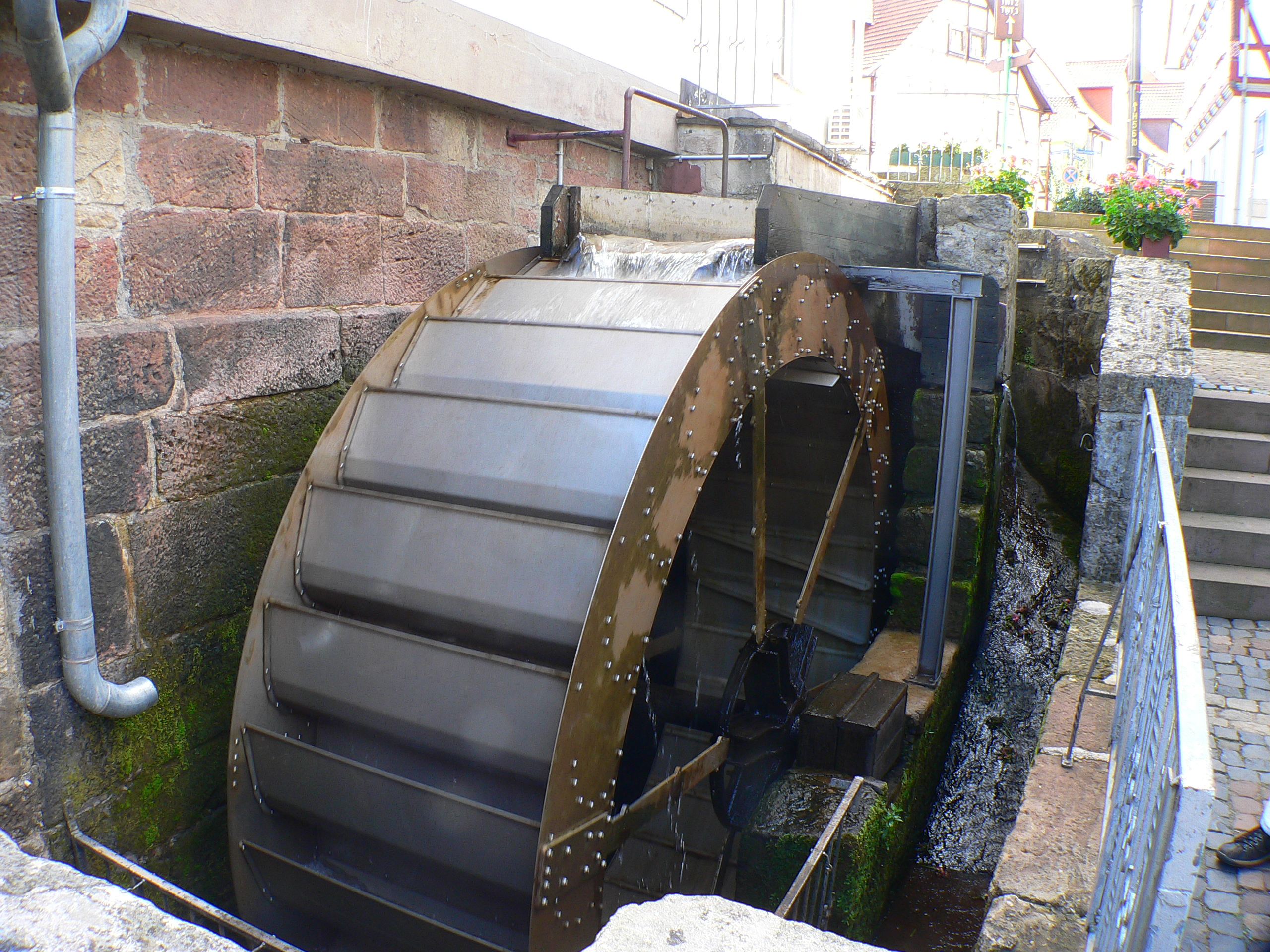
Historisches Mühlrad in Helsa
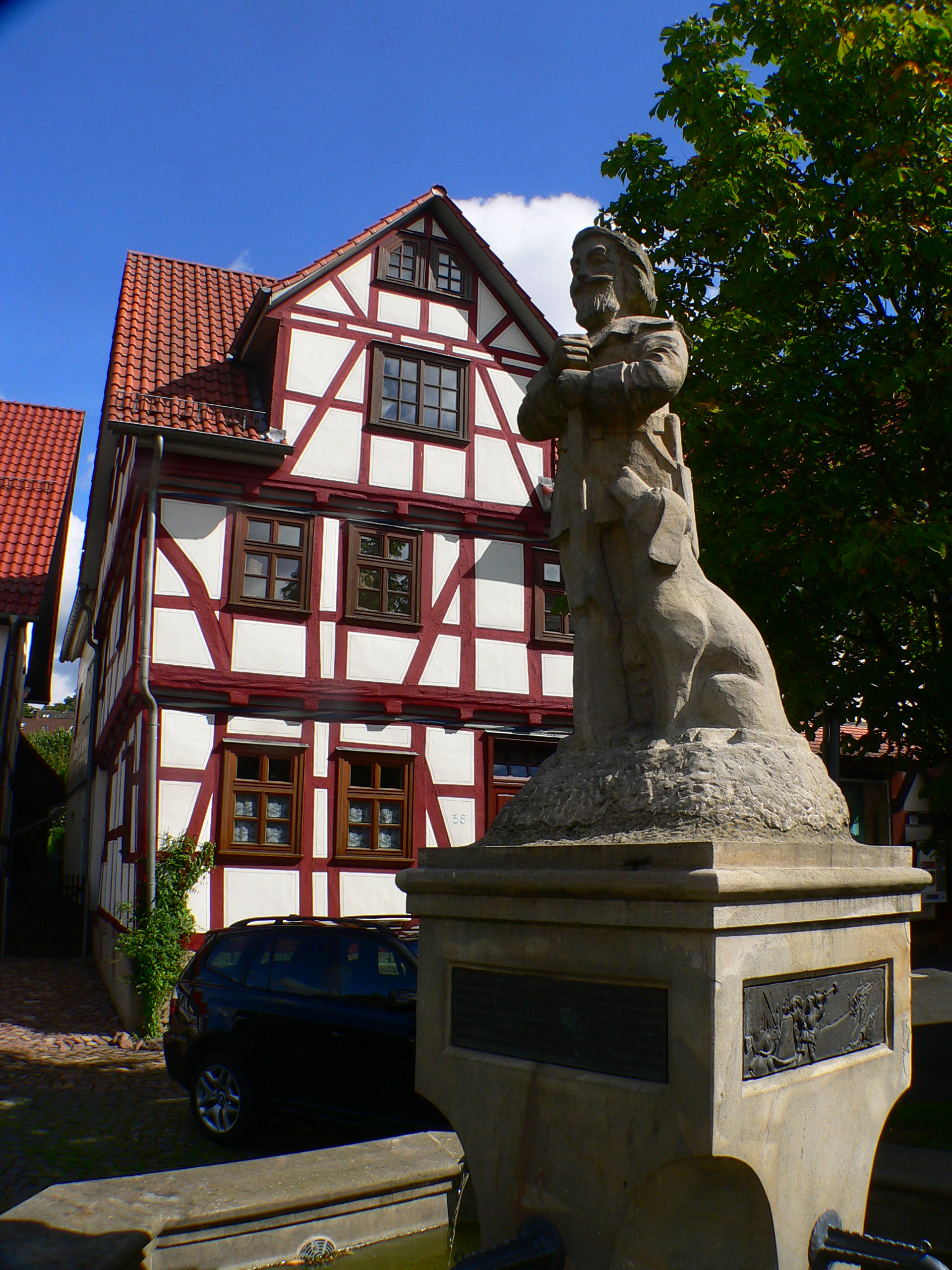
Merten Jäger Brunnen in der Leipziger Straße
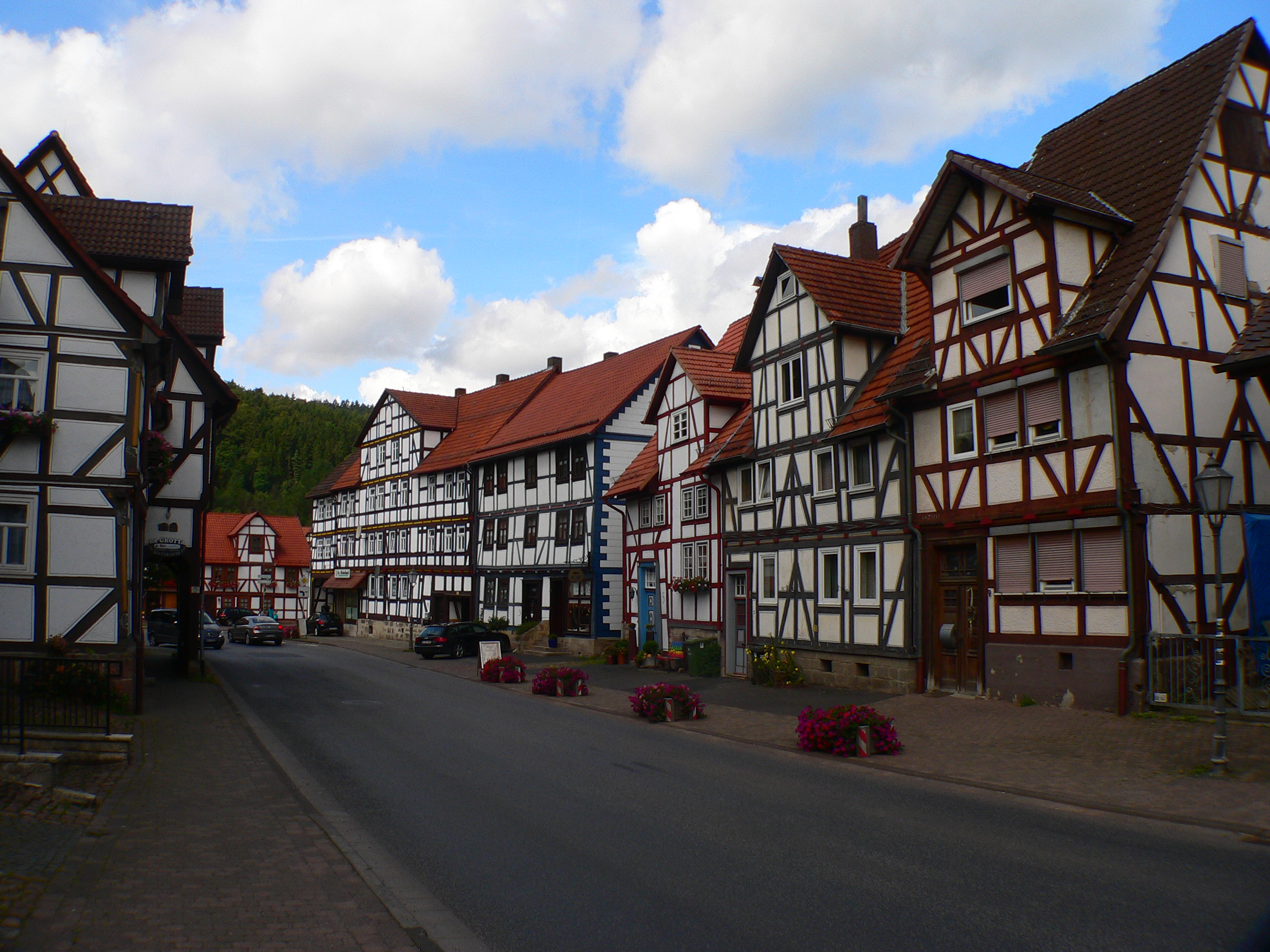
Alte Berliner Straße
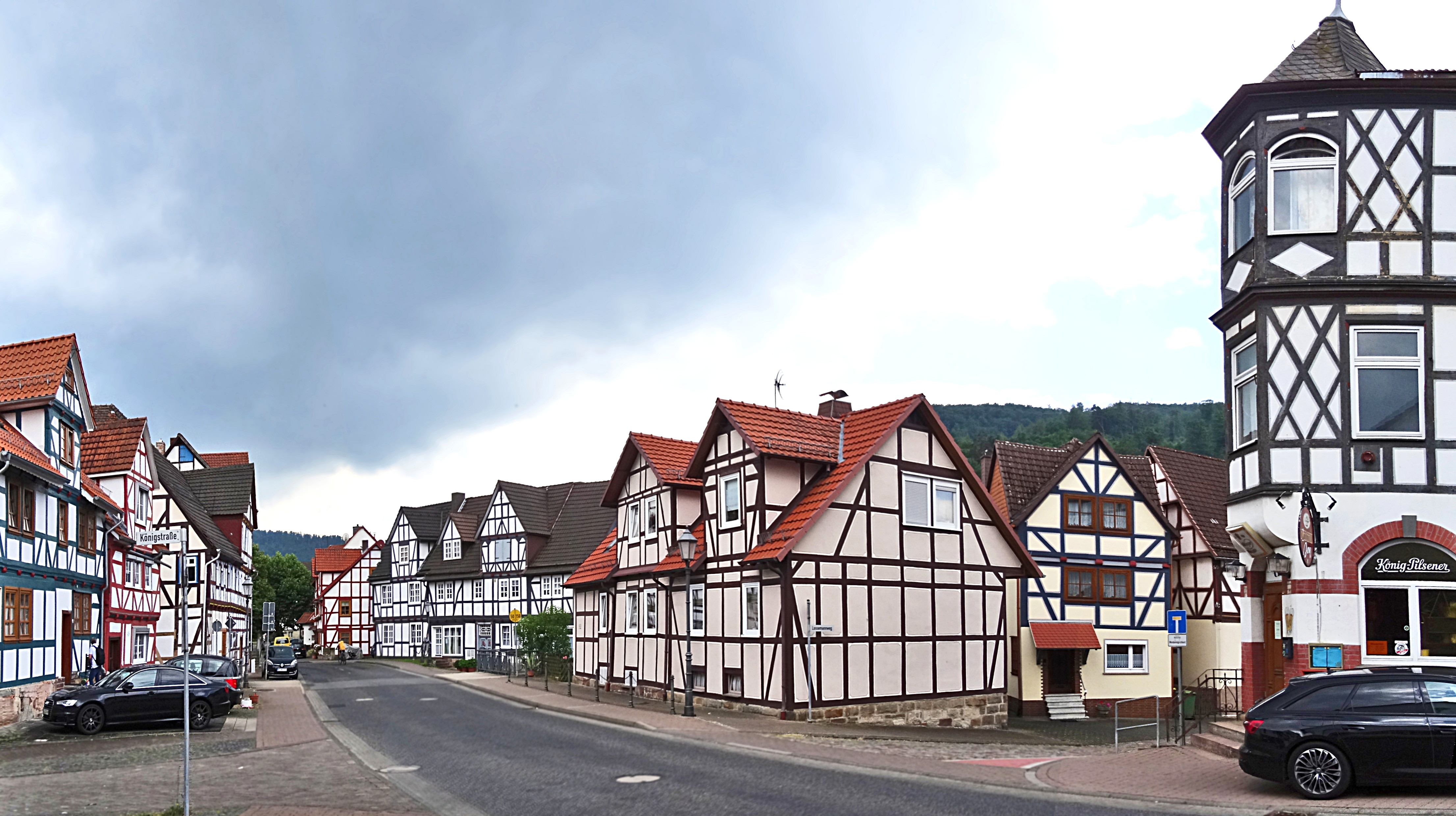
Leipziger Straße

Zu den Sehenswürdigkeiten gehören die Nikolaikirche mit ihrem alten Wehrturm und einige Fachwerkhäuser im Ortskern des Ortsteils Helsa, die teils aus dem 17. Jahrhundert stammen.
Zu den Ausflugszielen bei Helsa gehören die Michelskopfseen am Michelskopf und die Bielstein-Kirche am Bielstein, die sich jeweils ein paar Kilometer westlich der Gemeinde im Stiftswald Kaufungen und im Geo-Naturpark Frau-Holle-Land befinden.
Im alten Ortskern von Helsa befindet sich eine ehemalige Kornmühle (Mittelmühle oder Probstsche Mühle genannt), welche 1988 restauriert und umgebaut wurde und heute als stromerzeugendes wasserangetriebenes Kraftwerk dient.

## Wirtschaft und Infrastruktur

### Unternehmen
In Helsa ist das Unternehmen Dr.-Ing. Ulrich Esterer GmbH & Co. Fahrzeugaufbauten und Anlagen KG ansässig, bundesweit führender Hersteller von Straßentankwagen und weltweit führender Hersteller von Fahrzeugen zur Flugfeldbetankung.

### Verkehr
Die Bundesstraße 7 verläuft in Nord-Süd-Richtung durch das Gemeindegebiet, und im Kernort Helsa zweigt die Bundesstraße 451 von der B 7 nach Osten ab.
Die Omnibus-Linie 210 pendelt in der Hauptverkehrszeit alle 30 Minuten zwischen dem Bahnhof Helsa und Großalmerode mit Weiterfahrt alle 60 Minuten zum Bahnhof Witzenhausen-Carmshausen.
Die Lossetalbahn des NVV von Kassel nach Hessisch Lichtenau hält am Bahnhof Helsa sowie in Waldhof und Eschenstruth. Von dort gelangt man mit der Linie 4 in die Kasseler Innenstadt oder weiter in Richtung Hessisch Lichtenau.

### Gefahrenabwehr
Von Februar 2021 bis April 2022 existierte im Ortsteil Helsa eine Pflichtfeuerwehr, nachdem fast alle Mitglieder der Einsatzabteilung aus der Freiwilligen Feuerwehr des Ortsteils Helsa austraten. In den Ortsteilen Eschenstruth und Wickenrode besteht eine Freiwillige Feuerwehr.

## Persönlichkeiten

### Söhne und Töchter der Stadt
- Johann Adam Vogt (*  14. Februar 1773 in Kassel; † 14. Mai 1845 in Helsa), Grebe (Ortsvorsteher, Bürgermeister) in Helsa. Verfasser einer Helsa-Chronik von 1701 bis 1845, eines Sippenbuches und von beruflichen Tagebüchern (Almanachen).
- Carl Rohde (* 28. Juni 1806 in Helsa; † 15. März 1873 in Kassel) Maler und Lithograf
- Wilhelm Keil (* 24. Juli 1870; † 5. April 1968 in Ludwigsburg), Politiker (SPD), MdR, MdL (Württemberg, Württemberg-Hohenzollern), Württembergischer Arbeits- und Ernährungsminister
- Karl Ziegler (* 26. November 1898; † 11. August 1973 in Mülheim an der Ruhr), Chemiker, Nobelpreisträger (1963)

### Persönlichkeiten, die in Helsa gewirkt haben
- Elias Gundelach (1802–1847), Bürgermeister und Mitglied der kurhessischen Ständeversammlung
- Johann Lewalter (1862–1935), Volksliedsammler und Heimatschriftsteller, Förderer des Fremdenverkehrs
- Eve Rotthoff (* 1939), hessische Landtagsabgeordnete (CDU)